# Говеллс (Небраска)
Говеллс (англ. Howells) — селище (англ. village) в США, в окрузі Колфакс штату Небраска. Населення — 561 осіб (2010).

## Географія
Говеллс розташований за координатами 41°43′27″ пн. ш. 97°0′17″ зх. д. / 41.72417° пн. ш. 97.00472° зх. д. (41.724232, -97.004645).  За даними Бюро перепису населення США в 2010 році селище мало площу 1,49 км², з яких 1,49 км² — суходіл та 0,00 км² — водойми.

## Демографія
Згідно з переписом 2010 року, у селищі мешкала 561 особа в 244 домогосподарствах у складі 154 родин. Густота населення становила 376 осіб/км².  Було 290 помешкань (194/км²).
Расовий склад населення:
| - 97,0 % — білих - 0,5 % — корінних американців - 0,4 % — вихідців з тихоокеанських островів - 0,4 % — азіатів |

До двох чи більше рас належало 1,6 %. Частка іспаномовних становила 2,0 % від усіх жителів.
За віковим діапазоном населення розподілялося таким чином: 23,9 % — особи молодші 18 років, 52,0 % — особи у віці 18—64 років, 24,1 % — особи у віці 65 років та старші. Медіана віку мешканця становила 44,9 року. На 100 осіб жіночої статі у селищі припадало 96,8 чоловіків;  на 100 жінок у віці від 18 років та старших — 93,2 чоловіків також старших 18 років.
Середній дохід на одне домашнє господарство  становив 63 235 доларів США (медіана — 58 015), а середній дохід на одну сім'ю — 80 505 доларів (медіана — 74 063). Медіана доходів становила 38 750 доларів для чоловіків та 25 972 долари для жінок. За межею бідності перебувало 4,4 % осіб, у тому числі 4,7 % дітей у віці до 18 років та 6,8 % осіб у віці 65 років та старших.
Цивільне працевлаштоване населення становило 332 особи. Основні галузі зайнятості: освіта, охорона здоров'я та соціальна допомога — 25,9 %, виробництво — 18,4 %, роздрібна торгівля — 17,2 %.